# Colonia Cuitlaxtepec
Colonia Cuitlaxtepec är en ort i Mexiko.   Den ligger i kommunen San Antonio Cañada och delstaten Puebla, i den sydöstra delen av landet, 220 km sydost om huvudstaden Mexico City. Colonia Cuitlaxtepec ligger 2 633 meter över havet och antalet invånare är 281.
Terrängen runt Colonia Cuitlaxtepec är huvudsakligen kuperad, men söderut är den bergig. Runt Colonia Cuitlaxtepec är det ganska tätbefolkat, med 149 invånare per kvadratkilometer. Närmaste större samhälle är Tehuacán, 16,5 km väster om Colonia Cuitlaxtepec. Omgivningarna runt Colonia Cuitlaxtepec är en mosaik av jordbruksmark och naturlig växtlighet.